# Истребительный авиационный полк
Истребительный авиационный полк — авиационное формирование (воинская часть, полк) истребительной авиации, основная тактическая единица военно-воздушных сил (ВВС) и авиации Противовоздушной обороны (ПВО) вооружённых сил государства, предназначенная для решения тактических и оперативно-тактических задач.

## История

### СССР
В советских ВВС истребительные авиационные полки впервые созданы в 1938 году, так как авиация военных округов была переведена с бригадной на полковую и дивизионную организацию. Основной тактической единицей истребительной авиации стал истребительный авиационный полк (60 — 63 самолёта).

### Штат 15/21(мирного времени) и015/21(военного времени)
К началу Великой Отечественной войны в ВВС истребительные авиационные полки одномоторных истребителей были укомплектованы по штату 15/21(мирного времени) и 015/21 (военного времени), которые утверждены 31 января 1941 года.
В соответствии с данным штатом в полку предполагалось иметь:
Количественный состав
| Наименование                                               | По мирному времени | По военному времени |  |
| ---------------------------------------------------------- | ------------------ | ------------------- |  |
| Начальствующего состава                                    | 47                 | 51                  |  |
| Младшего начальствующего состава                           | 244                | 251                 |  |
| Рядового состава                                           | 8                  | 40                  |  |
| Итого                                                      | 299                | 342                 |  |
| Самолетов боевых                                           | 63                 | 63                  |  |
| Самолетов тренировочных                                    | 4                  | 0                   |  |
| Самолетов связи                                            | 3                  | 3                   |  |
| Итого                                                      | 70                 | 66                  |  |
| Командир полка                                             | 1                  | 1                   |  |
| Заместитель командира полка — штурман                      | 1                  | 1                   |  |
| Заместитель командира полка по политической части          | 1                  | 1                   |  |
| Старший врач                                               | 1                  | 1                   |  |
| Адъютант                                                   | 1                  | 1                   |  |
| Итого                                                      | 5                  | 5                   |  |
| Начальник штаба                                            | 1                  | 1                   |  |
| Заместитель начальника штаба — начальник оперативной части | 1                  | 1                   |  |
| Помощник начальника штаба разведке и аэрофотослужбе        | 1                  | 1                   |  |
| Начальник связи — помощник начальника штаба                | 1                  | 1                   |  |
| Начальник химической службы                                | 1                  | 1                   |  |
| Начальник штабной шифровальной службы (ШШС)                | 1                  | 1                   |  |
| Писарь старший                                             | 1                  | 1                   |  |
| Итого                                                      | 7                  | 7                   |  |
| Отделение аэрофотослужбы                                   | 1 (5)              | 1 (8)               |  |
| Отделение строевое и кадров                                | 1 (14)             | 1 (17)              |  |
| Партийно-политический аппарат                              | 1 (3)              | 1 (3)               |  |
| Техническо-эксплутационная служба                          | 1 (4)              | 1 (4)               |  |
| Авиационное звено управления                               | 1 (6)              | 1 (6)               |  |
| Авиационные эскадрильи                                     | 4 (28)             | 4 (32)              |  |
| Авиационные звенья                                         | 5 (48)             | 5 (48)              |  |
| Техническо-эксплуатационная часть                          | 4 (176)            | 4 (212)             |  |
| Резервные экипажи эскадрилий                               | 4 (64)             | 4 (60)              |  |
| Авиационные эскадрильи                                     | 4 (28)             | 4 (32)              |  |

### Штат 015/134
Утвержден 05.08.1941 г.:
| Наименование группы               | Наименование единицы                                                 | Количество |
| --------------------------------- | -------------------------------------------------------------------- | ---------- |
| Общее количество                  | Начальствующего состава                                              | 33         |
|                                   | Младшего начальствующего состава                                     | 140        |
|                                   | Рядового состава                                                     | 18         |
|                                   | Всего                                                                | 191        |
| Материальная часть                | Самолетов боевых                                                     | 32         |
|                                   | Самолетов транспортных типа ПС-84                                    | 1          |
|                                   | Самолетов связи                                                      | 1          |
|                                   | Всего                                                                | 34         |
| Управление                        | Командир полка                                                       | 1          |
|                                   | Военный комиссар полка                                               | 1          |
|                                   | Заместитель командира полка — штурман                                | 1          |
|                                   | Старший врач                                                         | 1          |
|                                   | Адъютант                                                             | 1          |
|                                   | Итого                                                                | 5          |
| Штаб                              | Начальник штаба                                                      | 1          |
|                                   | Начальник связи — помощник начальника штаба                          | 1          |
|                                   | Начальник воздушно-артиллерийской службы — помощник начальника штаба | 1          |
|                                   | Начальник химической службы                                          | 1          |
|                                   | Начальник ШШС                                                        | 1          |
|                                   | Писарь старший                                                       | 1          |
|                                   | Итого                                                                | 6          |
| Отделение строевое и кадров       |                                                                      | 8          |
| Партийно-политический аппарат     |                                                                      | 8          |
|                                   | Ответственный секретарь парторганизации                              | 1          |
|                                   | Ответственный секретарь бюро ВЛКСМ                                   | 1          |
| Техническо-эксплуатационная часть |                                                                      | 7          |
| Авиационное звено управления      |                                                                      | 13         |
| Авиационные эскадрильи            | (в полку — 3)                                                        | 3          |
|                                   | Командир эскадрильи                                                  | 3          |
|                                   | Военный комиссар эскадрильи                                          | 3          |
|                                   | Заместитель командира эскадрильи                                     | 3          |
|                                   | Адъютант эскадрильи                                                  | 3          |
|                                   | Старшина эскадрильи                                                  | 3          |
|                                   | Писарь старший                                                       | 3          |
|                                   | Итого                                                                | 18         |
| Авиационные звенья                | (в эскадрилье — 3)                                                   |            |
|                                   | Командир звена                                                       | 6          |
|                                   | Пилот                                                                | 18         |
|                                   | Итого                                                                | 24         |
| Техническо-эксплуатационная часть |                                                                      | 114        |

### Штат 015/174
Утвержден 10.09.1941 г..
| Наименование группы               | Наименование единицы                                                 | Количество                  |
| --------------------------------- | -------------------------------------------------------------------- | --------------------------- |
| Общее количество                  | Начальствующего состава                                              | 27                          |
|                                   | Младшего начальствующего состава                                     | 84                          |
|                                   | Рядового состава                                                     | 12                          |
|                                   | Всего                                                                | 123                         |
|                                   | Вольнонаемного состава                                               | 1                           |
| Материальная часть                | Боевые самолеты                                                      | 20 (в звене управления — 2) |
|                                   | Самолеты связи                                                       | 2 (У-2 или УТ-2)            |
|                                   | Всего                                                                | 22                          |
| Управление                        | Командир полка                                                       | 1                           |
|                                   | Военный комиссар полка                                               | 1                           |
|                                   | Старший врач                                                         | 1                           |
|                                   | Итого                                                                | 3                           |
| Штаб                              | Начальник штаба                                                      | 1                           |
|                                   | Начальник связи — помощник начальника штаба                          | 1                           |
|                                   | Начальник воздушно-артиллерийской службы — помощник начальника штаба | 1                           |
|                                   | Начальник химической службы                                          | 1                           |
|                                   | Помощник начальника штаба по спецсвязи                               | 1                           |
|                                   | Штабной писарь                                                       | 1                           |
|                                   | Итого                                                                | 6                           |
| Отделение строевое и кадров       |                                                                      | 3                           |
| Партийно-политический аппарат     |                                                                      | 2                           |
|                                   | Секретарь первичной парторганизации                                  | 1                           |
|                                   | Секретарь первичной организации ВЛКСМ                                | 1                           |
| Техническо-эксплуатационная часть |                                                                      | 4                           |
| Авиационное звено управления      |                                                                      | 7                           |
| Авиационные эскадрильи            | (в полку — 2)                                                        | 2                           |
|                                   | Командир эскадрильи                                                  | 2                           |
|                                   | Военный комиссар эскадрильи                                          | 2                           |
|                                   | Заместитель командира эскадрильи — штурман                           | 2                           |
|                                   | Адъютант эскадрильи                                                  | 2                           |
|                                   | Старшина эскадрильи                                                  | 2                           |
|                                   | Писарь старший                                                       | 2                           |
|                                   | Командир звена                                                       | 6                           |
|                                   | Пилот                                                                | 10                          |
|                                   | Старший техник эскадрильи                                            | 2                           |
|                                   | Техник авиавооружения                                                | 2                           |
|                                   | Механик авиазвена                                                    | 6                           |
|                                   | Механик авиационный                                                  | 18                          |
|                                   | Моторист авиационный                                                 | 12                          |
|                                   | Механик авиавооружения                                               | 2                           |
|                                   | Мастер авиавооружения                                                | 6                           |
|                                   | Стрелок авиавооружения                                               | 12                          |
|                                   | Механик по радиооборудованию                                         | 2                           |
|                                   | Механик по электрооборудованию                                       | 2                           |
|                                   | Мастер по электрооборудованию                                        | 2                           |
|                                   | Механик по приборам старший                                          | 2                           |
|                                   | Мастер по приборам                                                   | 2                           |
|                                   | Мастер по кислородному оборудованию                                  | 2                           |

### Штат 015/284
Утвержден 23.11.1942 г..
| Наименование группы               | Наименование единицы                                              | Количество                  |
| --------------------------------- | ----------------------------------------------------------------- | --------------------------- |
| Общее количество                  | Начальствующего состава                                           | 33 (с мая 1943 — 63)        |
| Общее количество                  | Младшего начальствующего состава                                  | 123 (с мая 1943 — 95)       |
| Общее количество                  | Рядового состава                                                  | 18                          |
| Общее количество                  | Всего                                                             | 174 (с мая 1943—176)        |
| Материальная часть                | Боевые самолеты                                                   | 32 (в звене управления — 2) |
| Материальная часть                | Самолеты связи                                                    | 1                           |
| Материальная часть                | Всего                                                             | 33                          |
| Управление                        | Командир полка                                                    | 1                           |
| Управление                        | Заместитель командира по политчасти                               | 1                           |
| Управление                        | Итого                                                             | 2                           |
| Штаб                              | Начальник штаба                                                   | 1                           |
| Штаб                              | Заместитель начальника штаба по оперативно-разведывательной части | 1                           |
| Штаб                              | Начальник связи — помощник начальника штаба                       | 1                           |
| Штаб                              | Помощник начальника штаба по спецсвязи                            | 1                           |
| Штаб                              | Штабной писарь                                                    | 1                           |
| Штаб                              | Итого                                                             | 5                           |
| Отделение строевое и кадров       |                                                                   | 3                           |
| Начальники служб                  | Штурман полка                                                     | 1                           |
| Начальники служб                  | Начальник воздушно-стрелково службы                               | 1                           |
| Начальники служб                  | Начальник химической службы                                       | 1                           |
| Начальники служб                  | Старший врач                                                      | 1                           |
| Партийно-политический аппарат     | Секретарь первичной парторганизации                               | 1                           |
| Партийно-политический аппарат     | Секретарь первичной организации ВЛКСМ                             | 1                           |
| Техническо-эксплуатационная часть |                                                                   | 9                           |
| Авиационное звено управления      |                                                                   | 7                           |
| Авиационные эскадрильи            | Авиационные эскадрильи                                            | 3                           |
| Авиационные эскадрильи            | Командир эскадрильи                                               | 3                           |
| Авиационные эскадрильи            | Заместитель командира эскадрильи — штурман                        | 3                           |
| Авиационные эскадрильи            | Адъютант эскадрильи                                               | 3                           |
| Авиационные эскадрильи            | Командир звена                                                    | 3                           |
| Авиационные эскадрильи            | Пилот старший                                                     | 5                           |
| Авиационные эскадрильи            | Пилот                                                             | 14                          |
| Авиационные эскадрильи            | Старший техник эскадрильи                                         | 3                           |
| Авиационные эскадрильи            | Механик авиазвена                                                 | 6                           |
| Авиационные эскадрильи            | Механик авиационный                                               | 30                          |
| Авиационные эскадрильи            | Моторист авиационный                                              | 24                          |
| Авиационные эскадрильи            | Техник авиавооружения                                             | 3                           |
| Авиационные эскадрильи            | Мастер авиавооружения                                             | 12                          |
| Авиационные эскадрильи            | Механик авиавооружения                                            | 3                           |
| Авиационные эскадрильи            | Стрелок авиавооружения                                            | 18                          |
| Авиационные эскадрильи            | Механик по радиооборудованию                                      | 3                           |
| Авиационные эскадрильи            | Механик электроспецоборудования                                   | 3                           |
| Авиационные эскадрильи            | Механик авиаприборов                                              | 3                           |
| Авиационные эскадрильи            | Мастер по авиаприборов                                            | 3                           |
| Авиационные эскадрильи            | Мастер по кислородному оборудованию                               | 3                           |

### Штат 015/364
Утвержден 23.11.1943 г.:
| Наименование группы               | Наименование единицы                                              | Количество                  |
| --------------------------------- | ----------------------------------------------------------------- | --------------------------- |
| Общее количество                  | Начальствующего состава                                           | 76                          |
| Общее количество                  | Младшего начальствующего состава                                  | 151                         |
| Общее количество                  | Рядового состава                                                  | 10                          |
| Общее количество                  | Всего                                                             | 237                         |
| Общее количество                  | Вольнонаемные                                                     | 1                           |
| Материальная часть                | Боевые самолеты                                                   | 40 (в звене управления — 4) |
| Материальная часть                | Самолеты связи                                                    | 1                           |
| Материальная часть                | Самолеты учебно-тренировочные                                     | 1                           |
| Материальная часть                | Всего                                                             | 42                          |
| Управление                        | Командир полка                                                    | 1                           |
| Управление                        | Заместитель командира                                             | 1                           |
| Управление                        | Заместитель командира по политчасти                               | 1                           |
| Управление                        | Итого                                                             | 3                           |
| Штаб                              | Начальник штаба                                                   | 1                           |
| Штаб                              | Заместитель начальника штаба по оперативно-разведывательной части | 1                           |
| Штаб                              | Начальник связи — помощник начальника штаба                       | 1                           |
| Штаб                              | Помощник начальника штаба по спецсвязи                            | 1                           |
| Штаб                              | Писарь старший                                                    | 1                           |
| Штаб                              | Старшина                                                          | 1                           |
| Штаб                              | Итого                                                             | 6                           |
| Отделение строевое и кадров       |                                                                   | 3                           |
| Начальники служб                  | Штурман полка                                                     | 1                           |
| Начальники служб                  | Помощник командира полка по воздушно-стрелковой службе            | 1                           |
| Начальники служб                  | Начальник химической службы                                       | 1                           |
| Начальники служб                  | Старший врач                                                      | 1                           |
| Партийно-политический аппарат     |                                                                   | 2                           |
| Партийно-политический аппарат     | Парторг                                                           | 1                           |
| Партийно-политический аппарат     | Комсорг                                                           | 1                           |
| Техническо-эксплуатационная часть |                                                                   | 9                           |
| Авиационное звено управления      |                                                                   | 19                          |
| Авиационные эскадрильи            | (в полку — 3)                                                     | 3                           |
| Авиационные эскадрильи            | Командир эскадрильи                                               | 3                           |
| Авиационные эскадрильи            | Заместитель командира эскадрильи — штурман                        | 3                           |
| Авиационные эскадрильи            | Адъютант эскадрильи                                               | 3                           |
| Авиационные эскадрильи            | Командир звена                                                    | 6                           |
| Авиационные эскадрильи            | Летчик старший                                                    | 6                           |
| Авиационные эскадрильи            | Летчик                                                            | 18                          |
| Авиационные эскадрильи            | Старший техник эскадрильи                                         | 3                           |
| Авиационные эскадрильи            | Зам. старшего техника эскадрильи по спецслужбам                   | 3                           |
| Авиационные эскадрильи            | Зам. старшего техника эскадрильи по вооружению                    | 3                           |
| Авиационные эскадрильи            | Техник авиазвена                                                  | 9                           |
| Авиационные эскадрильи            | Механик авиационный старший                                       | 9                           |
| Авиационные эскадрильи            | Механик авиационный                                               | 27                          |
| Авиационные эскадрильи            | Моторист авиационный                                              | 36                          |
| Авиационные эскадрильи            | Механик авиавооружения                                            | 9                           |
| Авиационные эскадрильи            | Мастер авиавооружения                                             | 27                          |
| Авиационные эскадрильи            | Стрелок авиавооружения                                            | 9                           |
| Авиационные эскадрильи            | Механик по радиооборудованию                                      | 3                           |
| Авиационные эскадрильи            | Мастер по радиооборудованию                                       | 3                           |
| Авиационные эскадрильи            | Механик электроспецоборудования                                   | 3                           |
| Авиационные эскадрильи            | Механик авиаприборов и кислородного оборудования                  | 3                           |
| Авиационные эскадрильи            | Мастер авиаприборов и кислородного оборудования                   | 3                           |

Примечание: В авиационных полках, вооруженных самолетами «Аэрокобра» или «Харрикейн», дополнительно содержится по 10 стрелков авиавооружения.

## Истребительные авиационные полки во время Великой Отечественной войны
Участие авиационных полков в боевых действиях во время Великой Отечественной войны отражено в перечнях, разработанных Институтом военной истории Генерального штаба Вооруженных Сил:
- истребительные авиационные полки ВВС, принимавшие участие в боевых действиях во время Великой Отечественной войны включены в «Перечень № 12 авиационных полков Военно-воздушных сил Красной армии, входивших в состав Действующей армии в годы Великой Отечественной войны 1941—1945 гг.»[2].
- истребительные авиационные полки ПВО, принимавшие участие в боевых действиях во время Великой Отечественной войны включены в «Перечень № 11 соединений, частей и подразделений войск ПВО страны, входивших в состав Действующей армии в годы Великой Отечественной войны 1941—1945 гг.»[3].
- истребительные авиационные полки авиации дальнего действия, принимавшие участие в боевых действиях во время Великой Отечественной войны включены в «Перечень № 9 соединений и частей авиации дальнего действия»[4].
- истребительные авиационные полки авиации военно-морского флота — в соответствующих перечнях Флотов[5][6][7].

## Виды и типы
По своей принадлежности истребительные авиационные полки подразделяются:
- истребительные авиационные полки;
- истребительные авиационные полки ПВО;
- авиационные полки дальних истребителей;

По своей подчиненности истребительные авиационные полки бывают:
- в составе авиационных соединений;
- отдельные.

## Состав
Авиационный полк состоит из:
- штаба;
- нескольких авиационных эскадрилий (от одной — двух до 5 — 6), а эскадрилья состоит из звеньев;
- технико-эксплуатационной части (ТЭЧ);
- рота (батальон) охраны.

Как правило, истребительный авиационный полк оснащён однотипными самолётами. В войсках ПВО существовали полки, вооруженные различными типами самолётов, однако полк имел наименование обычного истребительного полка.
Для обеспечения боевых действий авиационного полка в оперативном подчинении командира истребительного полка находятся:
- Батальон аэродромно-технического обеспечения (ОБАТО, БАО), как правило — отдельный батальон;
- Батальон связи и радиотехнического обеспечения полётов (ОБСиРТО), как правило — отдельный батальон.

## В составе
Авиационный полк, как правило, входит в состав авиационного соединения (отдельный авиационный полк — в состав высшего авиационного соединения или авиационного объединения). Исключение составляли отдельные формирования во время Великой Отечественный войны — 11-й смешанный авиационный корпус (переформированный позднее в 14-й истребительный авиационный корпус). Корпус сформирован по новому (по состоянию на 1942 год) принципу управления, который сводился к тому, что все авиационные полки подчинялись непосредственно командованию корпуса, минуя дивизионную инстанцию. Это был единственный корпус Фронтовой авиации в Великой Отечественный войне с таким принципом управления. Дальнейшего применения данный принцип управления не получил.
В Войсках ПВО страны авиационный полк входит в состав соединения (отдельный авиационный полк — в состав объединения) ПВО. Во время Великой Отечественной войны все истребительные авиационные корпуса ПВО состояли из авиационных полков, минуя дивизионное звено:
- 6-й истребительный авиационный корпус ПВО — включал до 29 истребительных авиационных полков;
- 7-й истребительный авиационный корпус ПВО — включал до 15 истребительных авиационных полков;
- 8-й истребительный авиационный корпус ПВО — включал до 10 истребительных авиационных полков;
- 9-й истребительный авиационный корпус ПВО — включал до 12 истребительных авиационных полков;
- 10-й истребительный авиационный корпус ПВО — включал до 10 истребительных авиационных полков.

## Сокращения наименований авиационных полков, принятые в ВС СССР
Сокращения наименований авиационных полков, принятые в ВС СССР:
- гв. — гвардейский
- иап — истребительный авиационный полк
- иап ПВО — истребительный авиационный полк ПВО
- зиап — запасной истребительный авиационный полк;
- апидд — авиационный полк истребителей Дальнего действия
- оиап — отдельный истребительный авиационный полк.
- пиап — перегоночный истребительный авиационный полк. Предназначался для перегонки иностранных самолетов, поставляемых в СССР по ленд-лизу.